# Dirshia abbreviata
Dirshia abbreviata är en insektsart som beskrevs av Brown, H.D. 1962. Dirshia abbreviata ingår i släktet Dirshia och familjen gräshoppor. Inga underarter finns listade i Catalogue of Life.